# Anthemidaphis ligusticae
Anthemidaphis ligusticae är en insektsart. Anthemidaphis ligusticae ingår i släktet Anthemidaphis och familjen långrörsbladlöss. Inga underarter finns listade i Catalogue of Life.